# 約翰·赫德曼
約翰·赫德曼（英語：John Herdman，1975年7月19日—）是一名英國足球教練。

## 生平
赫德曼很小就開始踢足球。然而，他很早就明白自己無法成為職業球員，於是從16歲開始修讀教練課程。在2001年移居新西蘭以前，赫德曼曾在桑德蘭青訓學校擔任教練。
2006年，赫德曼被任命為新西蘭U20女足的總教練，此後更兼任新西蘭女足大國家隊的總教練。在此期間，他先後帶領新西蘭U20女足出線2006和2010年的U20女足世界盃，也曾帶領新西蘭女足大國家隊出線2007年女足世界盃、2008年奧運會以及2011年女足世界盃。
2011年，赫德曼接任加拿大女足總教練，取代此前因成績不佳而被解僱的卡羅琳娜·莫拉切。在赫德曼的帶領下，加拿大女足走出低潮，不僅在2011年泛美運動會首次奪得女足金牌，更在此後兩屆奧運會奪得女足銅牌。
2018年1月8日，加拿大足協宣佈：赫德曼轉任加拿大男足總教練，兼任男足事務總監，負責U-14及以上級別青訓的一切事務；他的丹麥副手肯內特·海因納-莫約勒接任女足總教練。
赫德曼接手男足的頭一年並非一帆風順。在2019年中北美金盃中，加拿大男足在淘汰賽第一輪就在領先兩球的情況下被海地反超並淘汰。但經過一年多的艱難探索後，加拿大男足終於開始觸底反彈：在2019–20年中北美洲及加勒比海國家聯賽小組賽階段，赫德曼帶領的加拿大男足在多倫多BMO球場以2-0擊敗美國男足，而這也是加拿大男足自1995年來第一次擊敗美國男足。自此以後，加拿大男足的FIFA排名開始逐步上升，從2021年初的第72名上升到年末的第40名。
2022年3月27日，赫德曼帶領加拿大男足在多倫多擊敗牙買加，隊史上第二次出線世界盃決賽圈。而赫德曼也因此成為人類史上第一位帶領同一個國家的男足和女足出線世界盃的主教練。

## 外部連結
- 約翰·赫德曼在加拿大足球協會（的存檔，存档日期2020-08-10.）